# Victor Arruda
Victor André Pinto de Arruda (Cuiabá, 11 de março de 1947) é um artista plástico brasileiro. Foi professor, desenhista, gravador e pintor, além de ex-galerista, sócio fundador da "Galeria Saramenha", na Gávea, Rio de Janeiro, local de exposição dos mais renomados artistas plásticos nas décadas de 80 e 90.

## Biografia
Victor decidiu que iria ser pintor aos doze anos. Mudou-se para o Rio de Janeiro aos treze, em 1947, onde formou-se em Museologia pela Universidade Federal do Estado do Rio de Janeiro.

### Carreira
Iniciou cedo na pintura, e logo tornou-se fundador de várias galerias e exposições no Rio de Janeiro.
O artista tem uma obra marcada por temas como sexualidade, hipocrisia, racismo e homofobia, que, segundo ele, são suas obsessões. O dinheiro é outro tema recorrente nos trabalhos, sendo que a idolatria ao poder econômico é criticada em obras como "All they need is money" de 2009, "Cuidado Banqueiros", de 2010, entre outras.
Os quadrinhos foram uma influência notada em suas composições, especialmente durante a década de 1970. Em entrevista ao instituto "Oi Futuro", Victor declarou que sua pintura nesse período estava "muito ligada aos movimentos modernos", como o expressionismo e o surrealismo, e que posteriormente acabou afastando-se deles. Atualmente, a obra de Arruda é inspirada pelo psicanalismo de Sigmund Freud. Na mesma entrevista, Victor explicou que pintava de forma a trazer seu inconsciente à tona e criticar conscientemente suas angústias, das quais citou explicitamente a "afirmação de minha condição homossexual numa sociedade repressora, hipócrita e  violenta".
O crítico italiano Achille Bonito Oliva declarou que considerava "Arruda um dos artistas mais importantes, hoje, no Brasil."
O Museu de Arte Moderna do Rio de Janeiro (MAM Rio) inaugurou, no dia 17 de março de 2018, uma ampla retrospectiva de 50 anos da trajetória artística de Victor Arruda, reunindo 105 obras do autor.
A partir de janeiro de 2023 passou a ser representado pela Almeida & Dale Galeria de Arte.